# Prusiana
Prusiana is een geslacht van vlinders van de familie dikkopjes (Hesperiidae), uit de onderfamilie Hesperiinae.

## Soorten
- P. hercules (Mabille, 1889)
- P. kuehni (Plötz, 1886)
- P. prusias (Felder, 1861)